# Christian Bellest
Christian Bellest (* 8. April 1922 in Paris; † 6. Dezember 2001) war ein französischer Jazzmusiker (Trompete, Arrangement) und Autor, der sich auch als Unterhaltungsmusiker betätigte.

## Wirken
Bellest begann als Kornettist in einer Amateurband. Als Berufsmusiker war er zunächst 1939 im Moulin Rouge in Paris tätig. Er spielte mit Maceo Jefferson (1939–41). Nachdem er Privatunterricht bei Aimé Barelli genommen hatte, spielte er in der Gruppe Jazz de Paris von Alix Combelle (1940–41, 1943) und in der Band von Fred Adison (mit dem bereits um 1939/40 erste Aufnahmen entstanden). Während der Besetzung durch die deutsche Wehrmacht war er zudem tätig in den Gruppen von Raymond Wraskoff, Jerry Mengo, Hubert Rostaing, Alex Renard und Claude Laurence. Mit Django Reinhardt nahm er den Titel „Stockholm“ (1940) auf, mit Charles Trenet „Verlaine“, (1941). In dem Spielfilm Chèque au porteur (1941, Regie Jean Boyer) hatte er eine kleine Rolle.
Nach der Befreiung von Paris und in der Nachkriegszeit leitete Bellest eine Big Band, die mehrere Aufnahmen machte (u. a. „Rockin' the Blues“/„Two o'Clock Jump“ für Blue Star). Auch spielte er mehrere Swingttitel wie  „Elle et lui“, „Lilo“ und  „67 Rue Couperin“ für Decca Records ein; ferner arbeitete er mit Noël Chiboust, André Ekyan, Eddie Barclay, Géo Daly, Raymond Fol, Sidney Bechet, Dave Pochonet, Jack Dieval, Pierre Michelot, William Boucaya, ab 1955 mit Christian Chevallier, Lucky Thompson, Armand Migiani, Claude Bolling, Jacques Hélian und Martial Solal.
Des Weiteren legte Bellest mit eigenen Studioformationen (Christian Bellest et son Orchestre) 1960 die Pop-EP Rue de Siam (Vega) vor sowie den Jazztitel „Tout Doux Tout Doucement“ (1959), ferner „Quand une fille me plait“ (eine französische Fassung von Bob Haggarts „Big Noise from Winnetka“), „Les Enfants du Piree“ (eine Easy-Listening-Fassung  des Schlagers Ta pedia tou Pirea von Manos Hadjidakis 1960) und eine Single mit Paul Anka (Waiting for You/Faibles Femmes), die bei ABC-Paramount erschien.
In den späten 1950er-Jahren gehörte Bellest der Formation Le Jazz Groupe de Paris von André Hodeir an, bei dem er bis 1966 blieb; er trat auch in den 1970er Jahren weiterhin mit ihm auf. Ebenfalls in den 1970er Jahren spielte er mit dem Trompeter Sonny Grey (1970) und Roger Guérin (1973). Er zog sich 1985 zurück. Der Diskograf Tom Lord listet Noel zwischen 1940 und 1966 bei 66 Aufnahmesessions. Daneben arrangierte er für Edith Piaf und Charles Aznavour.
Mit Lucien Malson schrieb Bellest in späteren Jahren das Buch Le Jazz (Collection Que sais-je ?, PUF, 1988).